# ÖBB X552
Die Baureihe X552 umfasst dieselhydraulisch betriebene Motorturmwagen (MTW) der Österreichischen Bundesbahn. Diese dienen der Errichtung und der Wartung von Oberleitungen.

## X552.0 (1. Serie)

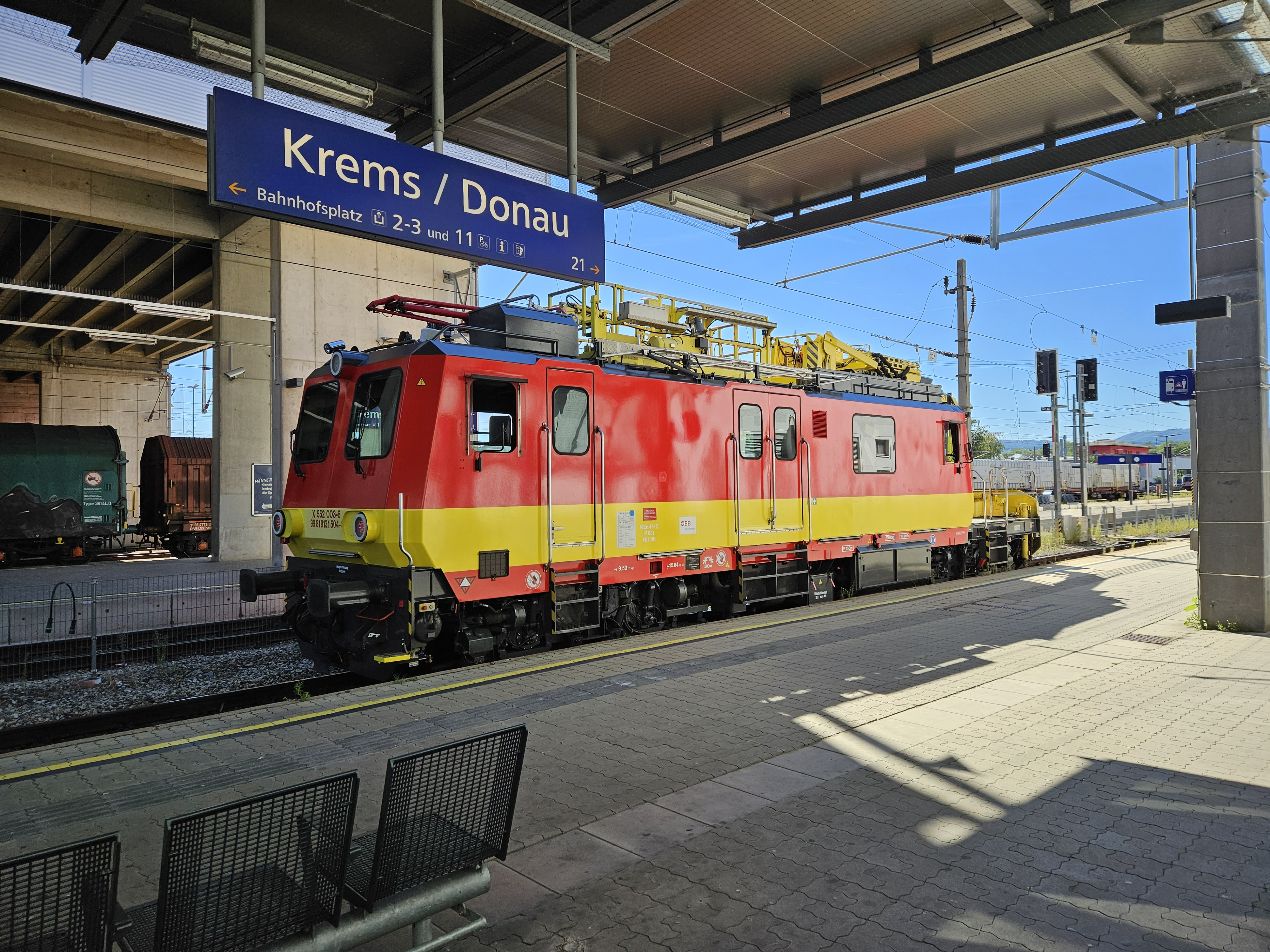
X 552.003 (1. Serie) am Bahnhof Krems a.d. Donau

Nach der positiven Erfahrungen mit den Prototypen X535 (Motorturmwagen) und X551 (Motorsteigerwagen) gaben die ÖBB der Firma Plasser & Theurer den Auftrag für den Bau von drei Motorturmwagen mit den Nummern X552.001 – 003. Bei den zwischen 1989 und 1990 gelieferten Fahrzeugen wurde die Grundcharakteristik des X551 beibehalten.
Der Aufbau ist eine selbsttragende Schweißkonstruktion mit einer rund 12 Meter langen Kabine mit den Führerständen, einem großen Werkstattraum sowie einem nicht extra abgetrennten Sozialraum. Auf dem Dach befindet sich eine Hub-Schwenk-Arbeitsbühne mit einer Zuladung von 400 kg und einem Schwenkwinkel von ±120° sowie einem Teleskopkran. Weiters ist das Fahrzeug mit einem Erdungs- und Messbügel (Schunk WBL 85) ausgestattet. Für die Beobachtung des Bügels wurde eine niedrige Kanzel mit Panzerglasscheibe verbaut, welche bei den anderen Lieferserien durch die Videokamera ersetzt worden ist.

## X552.0 (2. Serie)
Die zwischen 1992 und 1996 gelieferten Fahrzeuge X552.004 – 026 erhielten für einen flexibleren Arbeitseinsatz eine funkferngesteuerte, frei verschwenkbare Arbeitsbühne an einem modifizierten Ladekran mit Knickarm, womit die Arbeitsbühne auch neben die Fahrleitung oder neben dem Fahrzeug herabgelassen werden kann. Der Arbeitsbereich reicht hierbei von 4 Meter unter der Schienenoberkante bis 13,7 Meter in die Höhe bei einer maximalen Ausladung von 7,8 Meter ab Gleismitte.
Die Fahrzeuge 011, 014 – 017, 020 – 023 und 025 wurden zusätzlich zum Erdungs- und Messbügel mit einer Messeinrichtung für den Höhenverlauf des Fahrdrahtes ausgestattet.

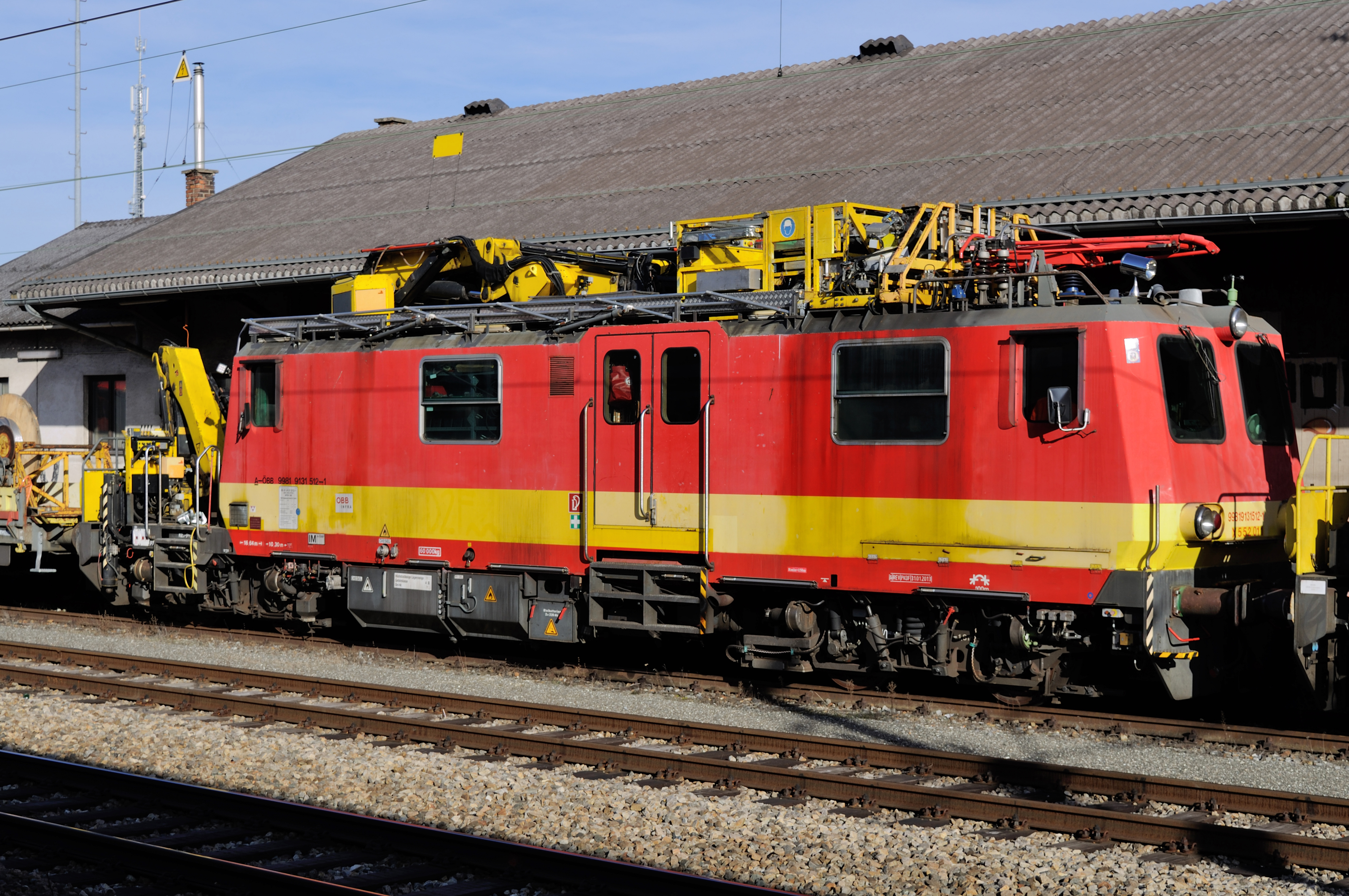
X552.011 am Bahnhof Liesing
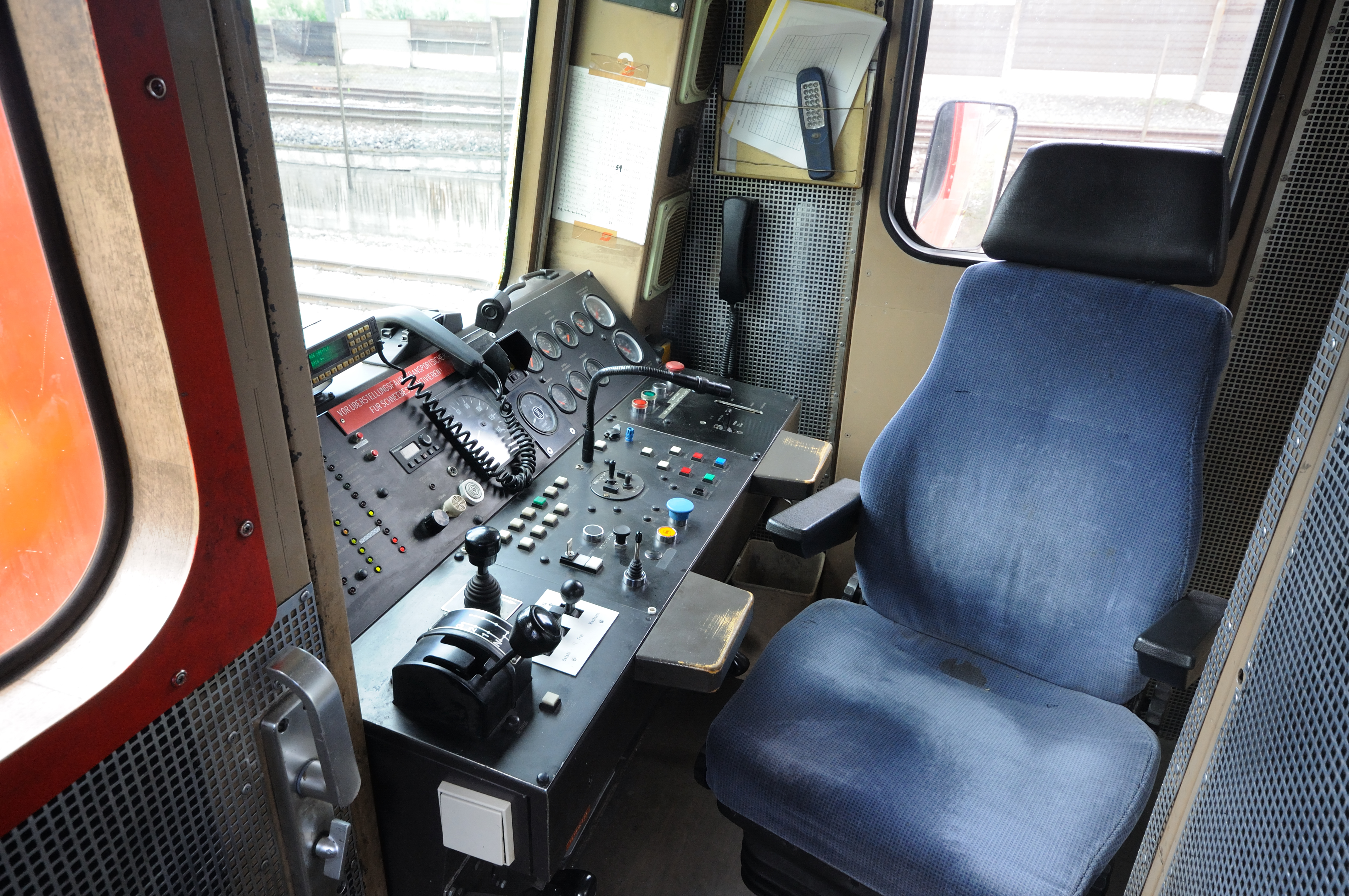
Führerstand
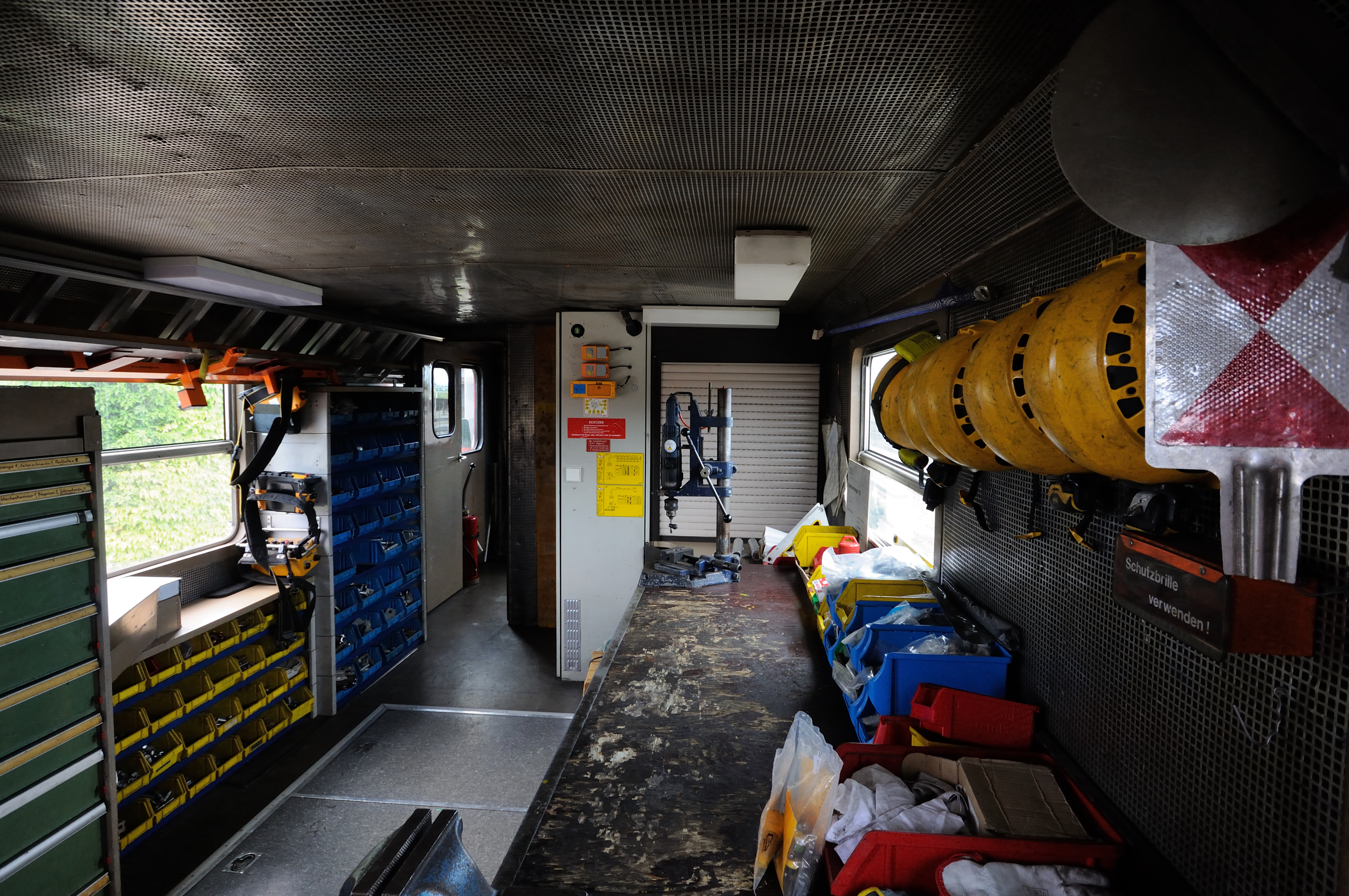
Werkstattraum

## X552.0 (3. Serie)

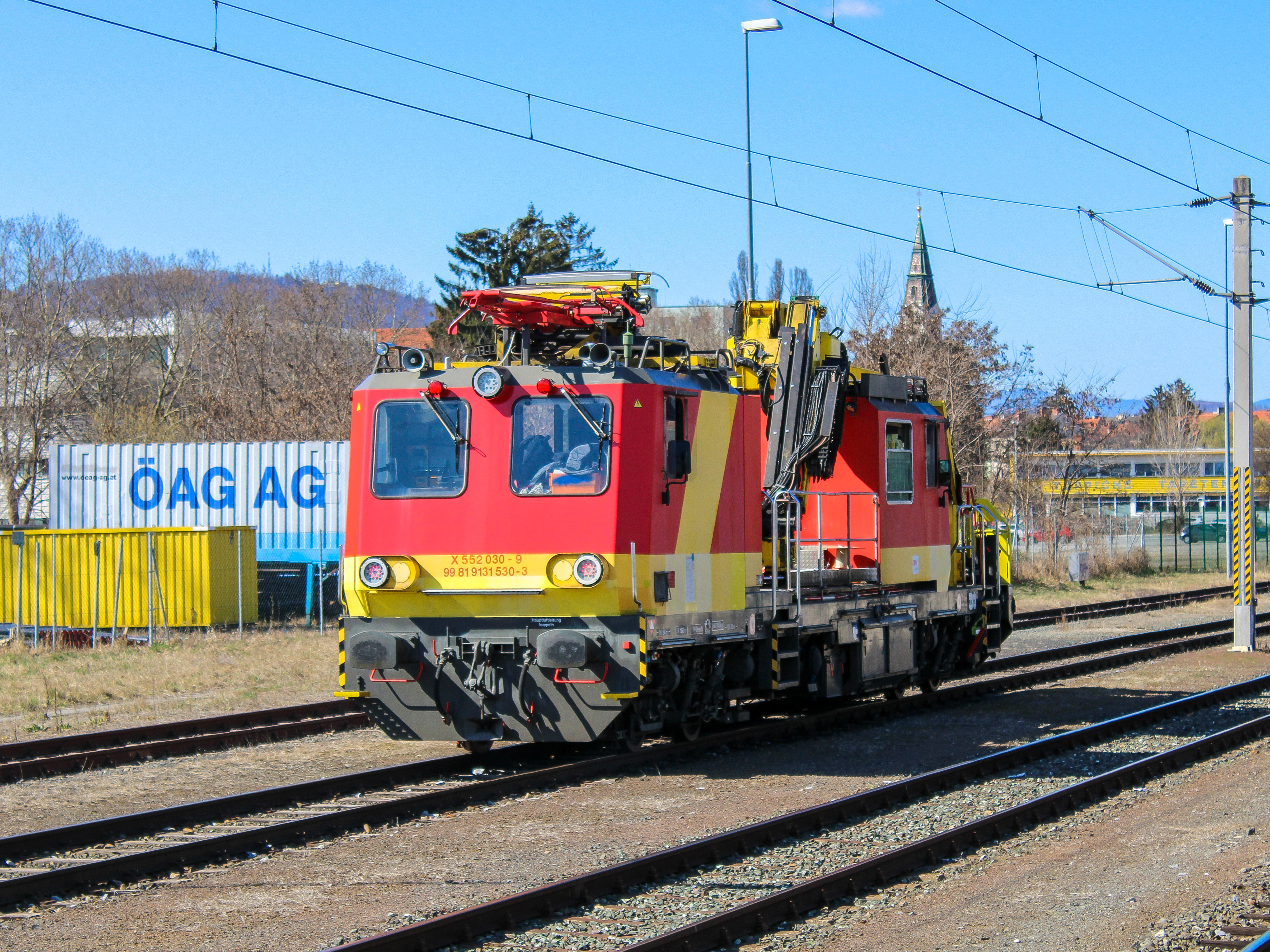
X552.030 (3. Serie) am Grazer Ostbahnhof

Am 11. September 1997 wurde die letzte Lieferserie vorgestellt. Bei den Fahrzeugen X552.027 – 032 wurde auf einen durchgehenden Fahrzeugaufbau verzichtet, wodurch sich die Hubarbeitsbühne nun in der Fahrzeugmitte auf Fußbodenhöhe befindet und ein Besteigen des Wagendaches wegfällt. Am 20. März 1998 erfolgte die Auslieferung von X 552.032.

## X552.1
Im Zuge einer EU-weite Ausschreibung bestellten die ÖBB Ende 1998 bei Plasser & Theurer elf Motorturmwagen ähnlich den Wagen X552.027 – 032 mit beidseitigen Endaufbauten, einer Hubarbeitsbühne (Palfinger PA 240 B) sowie zwei seitenverfahrbaren Positionierarmen. Allerdings wurde hierbei auf einen Ladekran verzichtet. Auf einer der Kabinen befinden sich Messstromabnehmer, Profilmess- und Fahrdrahthebevorrichtungen. Die Wagen erhielten die Nummern X552.101 – 111 (heute: 9131 533 – 544).

## Weitere Wagen
Einige Robel-Gleiskraftwagen der Type 54.22 (Baujahr 2011), die allerdings nichts mit der Motorturmwagen-Type MTW 100 zu tun haben, erhielten ebenfalls die Bezeichnung X552. Sie haben eine kleine Kabine mit Messstromabnehmer an einem Ende sowie eine Hubarbeitsbühne. Die beiden Kleinserien haben die Nummern X552.401-X552.404 und X552.451-454.